# Phidippus lynceus
Phidippus lynceus är en spindelart som beskrevs av Edwards 2004. Phidippus lynceus ingår i släktet Phidippus och familjen hoppspindlar. Inga underarter finns listade i Catalogue of Life.